# Boca de Yuma
Boca de Yuma är en ort i Dominikanska republiken.   Den ligger i provinsen La Altagracia, i den östra delen av landet, 150 km öster om huvudstaden Santo Domingo. Boca de Yuma ligger 8 meter över havet och antalet invånare är 1 991.
Terrängen runt Boca de Yuma är platt. Havet är nära Boca de Yuma åt sydost.  Närmaste större samhälle är San Rafael del Yuma, 8,9 km nordväst om Boca de Yuma. 